# Olympische Sommerspiele 2024/Radsport – BMX-Freestyle (Männer)
Der Männerwettbewerb im BMX-Freestyle bei den Olympischen Spielen 2024 in Paris fand am 30. und 31. Juli statt. Er wurde nach den Regeln für die Freestyle-Variante Park ausgetragen. Wettkampfstätte war eine eigens dafür gebaute Anlage in der Stadtmitte von Paris auf dem Place de la Concorde.

## Titelträger
| Olympiasieger | Logan Martin  | Tokio 2020   |
| Weltmeister   | Kieran Reilly | Glasgow 2023 |

## Ablauf
Die Qualifikation für diesen Wettbewerb richtete sich nach der neu geschaffenen Olympischen Qualifikationsserie sowie den Ergebnissen der Urban-Cycling-Weltmeisterschaften 2022 und 2023.
Der Wettkampf begann am 30. Juli mit der so genannten Qualifikation, in der alle 12 Fahrer antraten. Die besten neun bestritten am folgenden Tag das Finale. In der Qualifikation wie im Finale hatte jeder Fahrer zwei Versuche, die mit einer Punktzahl zwischen 0 und 100 bewertet wurden. In der Qualifikation zählte das Mittel beider Versuche, im Finale der bessere.
In der Qualifikation schieden Jeffrey Whaley, Marin Ranteš und Vincent Leygonie aus. Das Finale begann auf sehr hohem Niveau, drei der ersten vier Vorstellungen (Gustavo Batista, José Torres Gil und Rimu Nakamura) erhielten allesamt Wertungen von über 90 Punkten. Der französische Kandidat Anthony Jeanjean, der bislang die Saison dominiert hatte, stürzte zu Beginn seines ersten Versuchs; der Olympiasieger von Tokio, Logan Martin, zeigte einen Bike Flip, bei dem er das Fahrrad in der Luft nach vorne warf und wieder auffing, stürzte aber gegen Ende seines Versuchs bei einem weniger schwierigen Trick. Auch Marcus Christopher, Zweiter der Qualifikation, brach seinen ersten Versuch nach einem Sturz ab. Von den großen Favoriten konnte zunächst nur der amtierende Weltmeister Kieran Reilly überzeugen, doch auch er kam nicht an Torres Gils Punktzahl von 94,82 heran. Im zweiten Versuch zeigten erst Jeanjean, dann Christopher und schließlich Reilly Vorstellungen, die mit über 93 Punkten bewertet wurden, die Marke von Torres Gil blieb jedoch unübertroffen.

## Ergebnisse

### Qualifikation
Start: 30. Juli 2024, 15:11 Uhr
| Rang | Name               | Nation             | Lauf 1 | Lauf 2 | Mittel | Anm. |
| ---- | ------------------ | ------------------ | ------ | ------ | ------ | ---- |
| 1    | Kieran Reilly      | Großbritannien     | 91,68  | 90,75  | 91,21  | Q    |
| 2    | Marcus Christopher | Vereinigte Staaten | 90,10  | 88,87  | 89,48  | Q    |
| 3    | Logan Martin       | Australien         | 88,56  | 90,22  | 89,39  | Q    |
| 4    | Justin Dowell      | Vereinigte Staaten | 88,40  | 89,74  | 89,07  | Q    |
| 5    | Anthony Jeanjean   | Frankreich         | 87,22  | 87,94  | 87,58  | Q    |
| 6    | Rimu Nakamura      | Japan              | 87,20  | 86,87  | 87,03  | Q    |
| 7    | José Torres Gil    | Argentinien        | 86,24  | 87,08  | 86,66  | Q    |
| 8    | Gustavo Batista    | Brasilien          | 85,51  | 86,07  | 85,79  | Q    |
| 9    | Ernests Zēbolds    | Lettland           | 84,60  | 85,29  | 84,94  | Q    |
| 10   | Jeffrey Whaley     | Kanada             | 76,20  | 80,83  | 78,51  |      |
| 11   | Marin Ranteš       | Kroatien           | 85,19  | 67,40  | 76,29  |      |
| 12   | Vincent Leygonie   | Südafrika          | 73,20  | 78,50  | 75,85  |      |

### Finale
Start: 31. Juli 2024, 14:44 Uhr
| Rang | Name               | Nation             | Lauf 1 | Lauf 2 |
| ---- | ------------------ | ------------------ | ------ | ------ |
| 1    | José Torres Gil    | Argentinien        | 94,82  | 92,12  |
| 2    | Kieran Reilly      | Großbritannien     | 93,70  | 93,91  |
| 3    | Anthony Jeanjean   | Frankreich         | 03,22  | 93,76  |
| 4    | Marcus Christopher | Vereinigte Staaten | 29,40  | 93,11  |
| 5    | Rimu Nakamura      | Japan              | 90,35  | 90,89  |
| 6    | Gustavo Batista    | Brasilien          | 90,20  | 88,88  |
| 7    | Justin Dowell      | Vereinigte Staaten | 88,35  | 54,60  |
| 8    | Ernests Zēbolds    | Lettland           | 86,04  | 87,14  |
| 9    | Logan Martin       | Australien         | 64,40  | 33,40  |